# Бондаренко Олег Володимирович (військовик)
 Оле́г Володи́мирович Бондаре́нко — сержант Збройних сил України, учасник російсько-української війни, що загинув у ході російського вторгнення в Україну в 2022 році.

## Життєпис
Олег Бондаренко загинув 12 березня 2022 року в ході повномасштабного російського вторгнення в Україну внаслідок обстрілу ворожими військами аеродрому Канатове поблизу Кропивницького. Похований 15 березня на Алеї Слави Рівнянського кладовища в Кропивницькому разом з іншими загиблими земляками старшим солдатом Євгеном Клименком, солдатами Юрієм Марзіним, Олександром Ларіоновим, Сергієм Савченком та Сергієм Залевським.

## Нагороди
- Медаль «Захиснику Вітчизни» (2022, посмертно) — за особисту мужність і самовіддані дії, виявлені у захисті державного суверенітету та територіальної цілісності України, вірність військовій присязі.